# Le Gay Pied
Pour l’article ayant un titre homophone, voir Le Gai Pied.
Le Gay Pied (France) ou Le cœur Brisé d'Homer (Québec) (Three Gays of the Condo) est le 17e épisode de la saison 14 de la série télévisée d'animation Simpson.

## Épisode
Marge ramène un puzzle géant comme jeu de société de la semaine. Toute la famille s'y met et au bout d'une semaine, le puzzle est terminé. Ils se rendent alors compte qu'il manque une seule pièce, la principale qui permet de terminer le puzzle. Alors qu'ils la cherchent, Homer tombe sur un coffret renfermant les souvenirs de Marge. Il se souvient notamment de l'inauguration du bar de Moe où il a passé l'une de ses meilleures soirées. Mais en lisant une carte écrite par Marge, il se rend compte qu'elle a passé une soirée épouvantable et qu'elle ne voulait pas faire sa vie avec lui. Il comprend donc qu'elle l'a épousé uniquement car elle était enceinte. Il finit donc par lui en vouloir au point de quitter le domicile familial et part s'installer chez le père de Milhouse. Pris de remords, il décide de rentrer mais en chemin, il tombe sur un distributeur de journaux gratuits où il voit une offre de colocation alléchante. Il s'installe donc dans son nouveau quartier qui s'avèrera être le quartier gay de la ville. Il s'habitue vite à sa nouvelle vie avec Julio et Grady, ses colocataires. Marge lui présente rapidement ses excuses et l'invite à venir passer une soirée avec elle. Mais Homer gâche tout car il arrive en retard et ivre après avoir pris l'apéritif avec ses amis. Marge décide donc que c'est fini entre eux. Homer retourne vivre dans son appartement où Grady lui révèle ses sentiments. Il prend donc la fuite et se réfugie au bar de Moe où celui-ci lui donne tellement à boire que cela provoque un coma éthylique. À l'hôpital, le Docteur Hibbert lui montre une vidéo de la fameuse nuit de l'inauguration du bar de Moe, où après le coma éthylique d'Homer, Marge était restée à son chevet. Homer se rend compte alors qu'elle l'aime vraiment et retourne vivre chez lui.